# Charles Adolphe Wurtz
Charles Adolphe Wurtz (Strasbourg, 1817. november 26. – Párizs, 1884. május 12.) francia kémikus.

## Életrajza
Charles Adolphe Wurtz 1817. november 26-án született Strasbourgban. Apja, Johann Jacob (Jean Jacques) Wurtz evangélikus lelkész volt a közeli Wolfisheimben. A strasbourgi és a giesseni egyetemen tanult és 1866-1875 között diákja volt a párizsi egyetem általános orvostudományi karának (University of Paris) is.
Ismertek, különösen az ammónia és az etilénglikol és aldol, színtelen aldehid vegyületekkel foglalkozó munkái.
Rudolf Fittig német vegyésszel együtt felfedezte az úgynevezett Wurtz-Fittig módszert.
Ő is értékes hozzájárulást nyújtott az atomok és szerves vegyületek kombinációihoz.
Művei között van a befolyásos modern kémia (2 kötet, 1864-1865), és a Dictionary of Pure and Applied Chemistry (3 kötet, 1868-1878).
Würtz tiszteletbeli tagja volt szinte minden tudományos társaságnak Európában. Ő volt a fő alapítója a párizsi Chemical Societynek (1858), melynek az első titkára is volt, és háromszor elnöke is. 1880-ban alelnöke és 1881-ben elnöke volt a Francia Természettudományi Akadémiának, egymás után háromszor is.
Charles Adolphe Wurtz 67 évesen, 1884. május 10-én halt meg Párizsban.